# Samrouk-Kazyna
Samrouk-Kazyna (en kazakh : Самұрық-Қазына, en russe : Самрук-Казына) est le fonds souverain du Kazakhstan. Il a été créé en octobre 2008, par la fusion de deux fonds Samrouk et Kazyna. Il gère environ 78 milliards de dollars. Il possède des participations dans de nombreuses entreprises publiques kazakhes comme Kazakhstan Temir Joly, Kazpost, KazMunayGas, Kazatomprom, Air Astana, etc. Il est présidé par Oumirzak Choukeyev (Умирзак Шукеев).